# هانس-يورغن بويسن
هانس-يورغن بويسن (بالألمانية: Hans-Jürgen Boysen) هو مدرب كرة قدم ولاعب كرة قدم ألماني في مركز الدفاع، ولد في 30 مايو 1957 في مانهايم في ألمانيا. لعب مع نادي ساربروكن ونادي كارلسروه.

## وصلات خارجية
- هانس-يورغن بويسن على موقع قاعدة بيانات كرة القدم.إي يو (الإنجليزية)
- هانس-يورغن بويسن على موقع بيانات كرة القدم. دي إي (الألمانية)
- هانس-يورغن بويسن على موقع عالم كرة القدم.نت (الإنجليزية)